# Бринк, Ринус
Маринус (Ринус) Бринк (нидерл. Marinus "Rinus" Brink; 4 ноября 1901, Амстердам — 8 сентября 1983, там же) — нидерландский футболист, игравший на позиции нападающего, выступал за амстердамский «Аякс».

## Спортивная карьера
Ринус Бринк начинал играть в футбол в детстве, будучи учеником школы Франса Халса — в то время он жил в Амстердаме на улице Корнелис Антонисзстрат. В сентябре 1918 года Ринус стал членом футбольного клуба «Аякс», куда его привёл старший брат Хендрик Ян, и начал выступать за резервные команды на позиции нападающего.
В основном составе Бринк дебютировал 14 марта 1925 года в матче против клуба ВИОС, который проходил в рамках второго раунда Кубка Нидерландов, и в первой же игре забил три гола. В чемпионате Нидерландов Ринус впервые сыграл 3 января 1926 года в матче с ХБС, заменив в стартовом составе Ваута Исегера. В следующем туре против «Харлема» он также появился на поле, но результативными действиями не отличился.

## Личная жизнь
Ринус родился в ноябре 1901 года в Амстердаме. Отец — Маринус Бринк, работал портным и был родом из Зволле, мать — Гезина Якоба Анна де Клерк, родилась в семье плотника в Амстердаме. Помимо Ринуса, в семье было ещё пятеро детей: сыновья Йоханнес Якобюс, Хендрик Ян и Герард, дочери Анна и Мария Йоханна.
Женился в возрасте тридцати трёх лет — его избранницей стала 29-летняя Анна Крас, уроженка Амстердама. Их брак был зарегистрирован 20 июня 1935 года в Амстердаме.
Умер 8 сентября 1983 года в возрасте 81 года в Амстердаме.